# Levinhurst
Levinhurst est un groupe de musique électronique britannique. Il est formé en 2002 par Lol Tolhurst, ancien membre du groupe The Cure, et sa femme Cindy Levinson. Lol Tolhurst joue des claviers, de la boîte à rythmes et de la batterie, tandis que Cindy Levinson chante.
Depuis 2009, le groupe compte dans ses rangs le guitariste Eric Bradley et le bassiste Michael Dempsey. Ce dernier avait déjà joué avec Tolhurst au sein de The Cure et de Presence. Levinhurst compte trois albums - Perfect Life (2004), House by the Sea (2007), et Blue Star (2009) - et deux EP - The Grey (2006) et Somewhere, Nothing is Everything (2014).

## Biographie
Le groupe est formé au début des années 2000 par Lol Tolhurst, membre fondateur de The Cure et son épouse Cindy Levinson. Leur premier album, Perfect Life, est publié en mars 2004. Il est suivi en 2007 par un EP intitulé The Grey. The Grey comprend une reprise du morceau All Cats Are Grey de The Cure, dont les paroles sont écrites par Tolhurst. Leur deuxième album, House by the Sea, est publié en avril 2007.
Leur troisième album, Blue Star, est publié en 2009. Il fait participer Tolhurst et Levinson, ainsi que d'autres musiciens comme Michael Dempsey, premier bassiste de The Cure. Une tournée internationale prend place en 2010, en soutien à Blue Star.

## Discographie

### Albums studio
- 2004 : Perfect Life
- 2007 : House by the Sea
- 2009 : Blue Star

### EP
- 2007 : The Grey (3 titres)
- 2014 : Somewhere, Nothing is Everything (3 titres)